# Synonym
『synonym』（シノニム）は、2020年12月9日にNEHAN RECORDSよりリリースされたパスピエのメジャー6枚目のフルアルバム。

## 概要
前作『more humor』以来約2年ぶり、自主レーベル「NEHAN RECORDS」立ち上げ後初の作品である。
通常盤と初回限定盤、ファンクラブ限定で初回限定盤とオリジナルTシャツがセットのP.S.P.E盤（BOX仕様）が発売。初回限定盤とP.S.P.E盤には「2020年2月16日 パスピエ 十周年特別記念公演 “EYE（いわい）” at 昭和女子大学 人見記念講堂」を収録したBlu-ray Discが付属。
コロナ禍で人が集まりにくくなっても納得できる曲作りをするため、そしてレコーディング環境が変わる中で面白い録り方を試行錯誤するため、ドラマーは採用しないで全て成田による打ち込みになっている。
2020年にリリースされた配信シングル4曲のほか、同年5月5日にYouTubeで公開した「202 OTO 505」も「oto」と改題し収録された。
回文構造の曲「oto」を中心の6曲目に置き、日本語と英語のタイトルが対象になる曲順にしている。

## 収録曲
| 全作曲: 成田ハネダ、全編曲: パスピエ。 |                    |                          |            |      |
| #                                      | タイトル           | 作詞                     | 作曲・編曲 | 時間 |
| 1.                                     | 「まだら」         | 大胡田なつき             | 成田ハネダ | 3:56 |
| 2.                                     | 「Q.」             | 大胡田なつき、成田ハネダ | 成田ハネダ | 3:42 |
| 3.                                     | 「現代」           | 大胡田なつき、成田ハネダ | 成田ハネダ | 3:48 |
| 4.                                     | 「SYNTHESIZE」     | 成田ハネダ               | 成田ハネダ | 3:10 |
| 5.                                     | 「プラットホーム」 | 大胡田なつき             | 成田ハネダ | 3:39 |
| 6.                                     | 「oto」            | 大胡田なつき             | 成田ハネダ | 2:46 |
| 7.                                     | 「真昼の夜」       | 成田ハネダ               | 成田ハネダ | 3:23 |
| 8.                                     | 「Anemone」        | 大胡田なつき、成田ハネダ | 成田ハネダ | 4:22 |
| 9.                                     | 「人間合格」       | 大胡田なつき             | 成田ハネダ | 3:42 |
| 10.                                    | 「tika」           | 大胡田なつき、成田ハネダ | 成田ハネダ | 3:41 |
| 11.                                    | 「つむぎ」         | 大胡田なつき             | 成田ハネダ | 4:47 |
| 合計時間:                              | 合計時間:          | 合計時間:                | 40:56      |      |

## 特典Blu-ray Disc
初回限定盤とP.S.P.E盤に付属。「2020年2月16日 パスピエ 十周年特別記念公演 “EYE（いわい）” at 昭和女子大学 人見記念講堂」を収録。
| 全作曲: 成田ハネダ。 |                              |                          |            |                  |
| #                    | タイトル                     | 作詞                     | 作曲・編曲 | 編曲             |
| 1.                   | 「あかつき」                 | 大胡田なつき             | 成田ハネダ | パスピエ         |
| 2.                   | 「始まりはいつも」           | 大胡田なつき             | 成田ハネダ | パスピエ         |
| 3.                   | 「ハレとケ」                 | 大胡田なつき             | 成田ハネダ | パスピエ         |
| 4.                   | 「永すぎた春」               | 大胡田なつき             | 成田ハネダ | パスピエ         |
| 5.                   | 「トリップ」                 | 大胡田なつき             | 成田ハネダ | パスピエ         |
| 6.                   | 「ネオンと虎」               | 大胡田なつき             | 成田ハネダ | パスピエ         |
| 7.                   | 「DISTANCE」                 | 大胡田なつき             | 成田ハネダ | パスピエ         |
| 8.                   | 「瞑想」                     | 大胡田なつき             | 成田ハネダ | パスピエ         |
| 9.                   | 「あの青と青と青」           | 大胡田なつき             | 成田ハネダ | パスピエ         |
| 10.                  | 「resonance」                | 大胡田なつき             | 成田ハネダ | パスピエ         |
| 11.                  | 「チャイナタウン」           | 大胡田なつき             | 成田ハネダ | パスピエ         |
| 12.                  | 「マッカメッカ」             | 大胡田なつき             | 成田ハネダ | パスピエ         |
| 13.                  | 「グラフィティー」           | 大胡田なつき             | 成田ハネダ | パスピエ         |
| 14.                  | 「MATATABISTEP」             | 大胡田なつき             | 成田ハネダ | パスピエ         |
| 15.                  | 「つくり囃子」               | 大胡田なつき             | 成田ハネダ | パスピエ、HIFANA |
| 16.                  | 「シネマ」                   | 大胡田なつき             | 成田ハネダ | パスピエ         |
| 17.                  | 「正しいままではいられない」 | 大胡田なつき、成田ハネダ | 成田ハネダ | パスピエ         |
| 18.                  | 「真夜中のランデブー」       | 大胡田なつき             | 成田ハネダ | パスピエ         |
| 19.                  | 「ONE」                      | 大胡田なつき             | 成田ハネダ | パスピエ         |
| 20.                  | 「まだら」                   | 大胡田なつき             | 成田ハネダ | パスピエ         |
| 21.                  | 「トロイメライ」             | 大胡田なつき             | 成田ハネダ | パスピエ         |
| 22.                  | 「贅沢ないいわけ」           | 大胡田なつき             | 成田ハネダ | パスピエ         |

## 楽曲解説
1. まだら
  - 2020年2月5日配信リリース。MBS系ドラマ特区『ホームルーム』エンディングテーマのために書き下ろし[2]。
  - 物語のうねりをリズムで表現するため、ドラムパターンをサンプラーで手打ちし、ベースとギターを乗せたものに、BPMを5～10落としたピアノを、音がずれないよう一小節ごとにデータの頭を合わせ張り付けて制作。コードやリズムを複雑にした反面、歌のメロディはシンプルにした[1]。
  - 石川淳の著書『荒魂』からも着想を得ている[3]。
2. Q.
  - ストレートなロックにならないように歌詞に記号的な言葉を多く使用したり、コード進行で変化を付けた[1]。
  - ドラムの打ち込みはギターアンプで歪ませて流したものをマイクで録音している[1]。
3. 現代
  - 当時のパスピエ史上一番複雑な曲。2019年頃にジェイコブ・コリアーの作品に衝撃を受け、現代クラシックや現代音楽とポップスの融合に挑戦した[1]。
4. SYNTHESIZE
  - 2020年8月26日配信リリース。MUSIC ON! TV『ZOOM UP!』2020年12月度エンディング・テーマ。
5. プラットホーム
  - バンドの疾走感と歌の抑揚で聴かせようと制作された[1]。
  - 仮タイトルは英語表記で「platform」[1]。
  - ピッコマ「ラインナップ」篇CMソング。
6. oto
  - 「2020年5月5日（20200505）」の数字列が左右対称になる事から着想を得て制作し、同日にYouTubeで公開した「202 OTO 505」を改題して収録。歌詞、メロディー、リズム、コード、アレンジが全て対称になっている。
  - 楽器は最初のアタック音が一番大きくだんだん小さくなっていくものだが、逆再生で違和感が少ないように全てのトラックに各パートの逆再生した音も混ぜている[1]。
  - 歌は逆再生でも聴こえるようにするにはローマ字回文にしなければならないが、わかりやすさ重視で日本語回文にした[1]。
7. 真昼の夜
  - 2020年6月10日配信リリース。ロート製薬「Z!」がアーティストとコラボするキャンペーン「ロートジー デジタルMVフェス」のために書き下ろされた[4]。
  - 計算されたリズムの上でテンポを変化させた曲を作ろうと、音符をBPMで計算しながら拍のテンポを導き出して制作[1]。
  - ドラムパートは、一度打ち込みのドラムスの音をパートごとに分け、それをそれぞれドラムセットの当該の太鼓やシンバルに取り付けたBluetoothスピーカーで大音量で鳴らし、それをマイクで録って再構築している[1]。
8. Anemone
  - 仮タイトル「バッハ」。その名の通り「平均律クラヴィーア曲集 第1巻 第2番」などバッハ作品をモチーフに取り入れている。モチーフがクラシカルな分コードワークはシンプルにした[1]。
9. 人間合格
10. tika
  - オリエンタルとダンスミュージックを掛け合わせたものを目指して制作[1]。
11. つむぎ

## クレジット
- 大胡田なつき：ボーカル
- 成田ハネダ：キーボード、プログラミング
- 三澤勝洸：ギター
- 露崎義邦：ベース